# Салимов, Дамир Исмаилович
Дами́р Исмаи́лович Сали́мов (19 июля 1937, Самарканд — 28 марта 2019) — советский узбекский режиссёр, сценарист, оператор мультипликационных фильмов, режиссёр игрового кино. Член КПСС с 1964 года. Лауреат Государственной премии Узбекистана имени Хамзы (1983). Лауреат премии комсомола Ташкентской области.
Окончил ВГИК (1960, мастерская Михаила Ромма). Заслуженный деятель искусств Узбекской ССР (1983). C 1959 года трудился режиссёром и руководил мультобъединением на киностудии «Узбекфильм». Создатель первых узбекских мультфильмов («В квадрате 6х6» и «Волшебный сундук»). Первым узбекским мультфильмом был кукольный фильм «В квадрате 6х6». В 70-е годы — один из лидеров развития рисованной узбекской анимации. Писал публикации для журнала «Советский Узбекистан»

## Фильмография

### Художественные фильмы
- 1964 — «Над пустыней небо»[3] — режиссёр[8]
- 1968 — «Круг»[3] — режиссёр
- 1969 — «Возвращение командира»[3] — режиссёр[8]
- 1972 — «Горы зовут» — режиссёр[8]
- 1976 — «Эти бесстрашные ребята на гоночных автомобилях»[3] — режиссёр и сценарист (в соавт.)[8]
- 1977 — «Озорник»[3] — режиссёр[8] (в 1978 году на 11-м Всесоюзном кинофестивале в Ереване фильм получил приз жюри в номинации «художественный фильм для детей и юношества»[9].)
- 1980 — «Ленинградцы, дети мои…»[3] — режиссёр и сценарист[8]
- 1987 — «Смысл жизни» — режиссёр[8]
- 1990 — «Облава на одичавших собак» — режиссёр и сценарист (в соавт.)[8]

### Мультипликационные фильмы
- 1965 — «В квадрате 6-6»[3] — режиссёр[8][10]
- 1966 — «Волшебный сундук»[3] — режиссёр и сценарист (в соавт.)[8][11]
- 1969 — «Балкон»[3] — режиссёр и сценарист[8][12]
- 1971 — «Лиса и птица» — режиссёр[8][13]
- 1972 — «Тайна кукушки» — режиссёр и сценарист[8][14]
- 1977 — «Золотой арбуз»[3] — режиссёр и сценарист[15]
- 1980 — «Кураш» — сценарист[8][16]
- 1983 — «Летающий суслик» — режиссёр (в соавт.) и сценарист[8][17]
- 1984 — «Капля» — режиссёр[18]
- «Длинноухий друг» — сценарист[19]

### Документальные фильмы
- «Одержимый Исаев»[3]
- «Третий семестр»[3]
- «Хлеб Узбекистана»[3]
- «Юлдаш Ахунбабаев»[3]
- «Хлеб, соль и песня» (узб. Non, tuz va qoʻshiq)
- «Легкая дорога» (узб. Yorugʻ yoʻl)